# Wilhelm Kübeler
Wilhelm Kübeler (* 22. Januar 1864 in Ober-Neißen, Schlesien; † 2. März 1922) war ein deutscher Fotograf.

## Leben
1890 kam er nach Darmstadt und betrieb seit 1900, vermutlich bis zu seinem Tod 1922, ein Photo-Atelier mit dem Zusatz „Atelier für Photographie und Malerei“. Das Atelier befand sich in der Ludwigstraße 16; dort wohnte er auch mit Frau und Sohn.
Kübeler gehörte zu einer Reihe von Fotografen, die um die Jahrhundertwende eine neue Entwicklung in der Porträtfotografie herbeiführen wollten, einer „Gruppe für freie künstlerische Photographie“. Kübeler gehörte damit zu den ersten Berufsfotografen, die „intimere Aufnahmen“ und „unretuschierte Bildnisse“ anfertigten, und stand etwas unter dem Einfluss W. Weimers.
Werke Kübelers wurden etwa in der Beilage Das Atelier des Photographen zur Zeitschrift für Photographie und Reproductionstechnik veröffentlicht. In einer Rezension in der Zeitschrift des Vereins für hessische Geschichte und Landeskunde 41 von 1908 wurden seine „wirklich prächtigen Bilder“ als „ein Stück Kulturgeschichte unserer Zeit“ gerühmt. Kübler hatte eine oberhessische alte Frau und kartenspielende Bauern aus Oberhessen abgelichtet.
Er fotografierte u. a. die Sportler Josef Otto und Georg Schleidt. Auch bekannt ist von ihm ein Gruppenphoto des Athleten-Verein-Darmstadt von 1895, aufgenommen in der damaligen Vergnügungsstätte Orpheum im Nordosten Darmstadts.

## Bilder

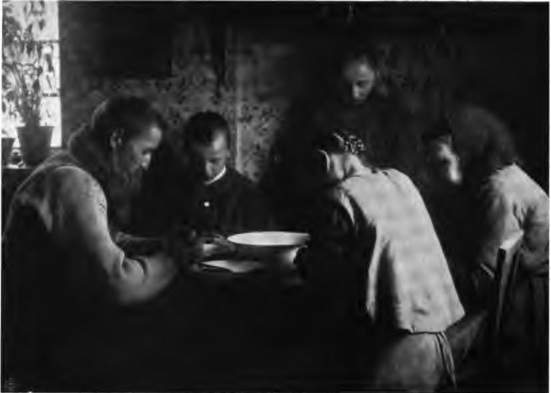
Tischgebetsszene
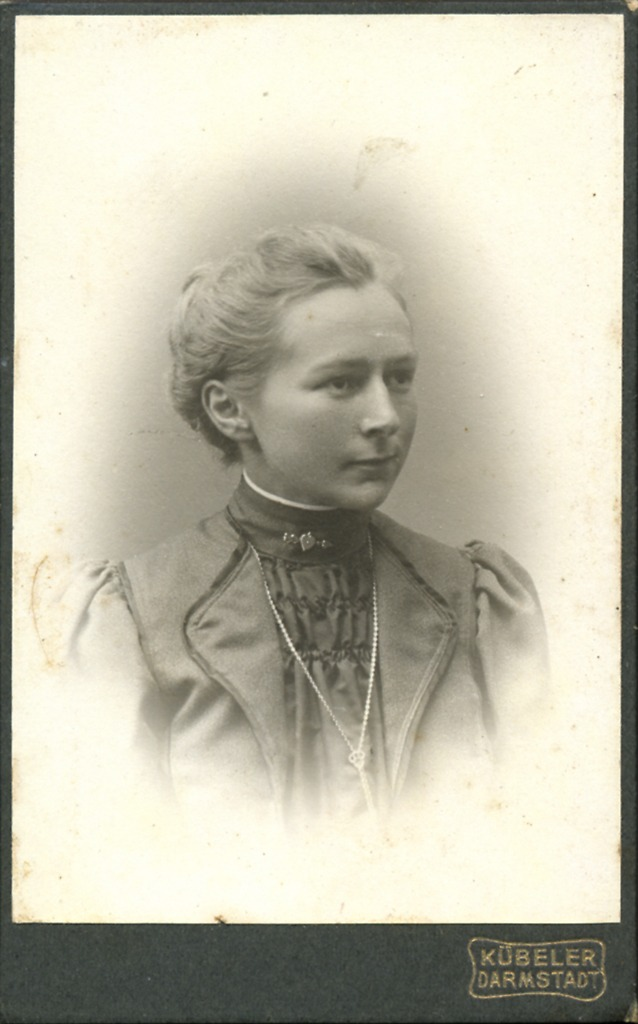
Porträt einer jungen Frau, um 1910
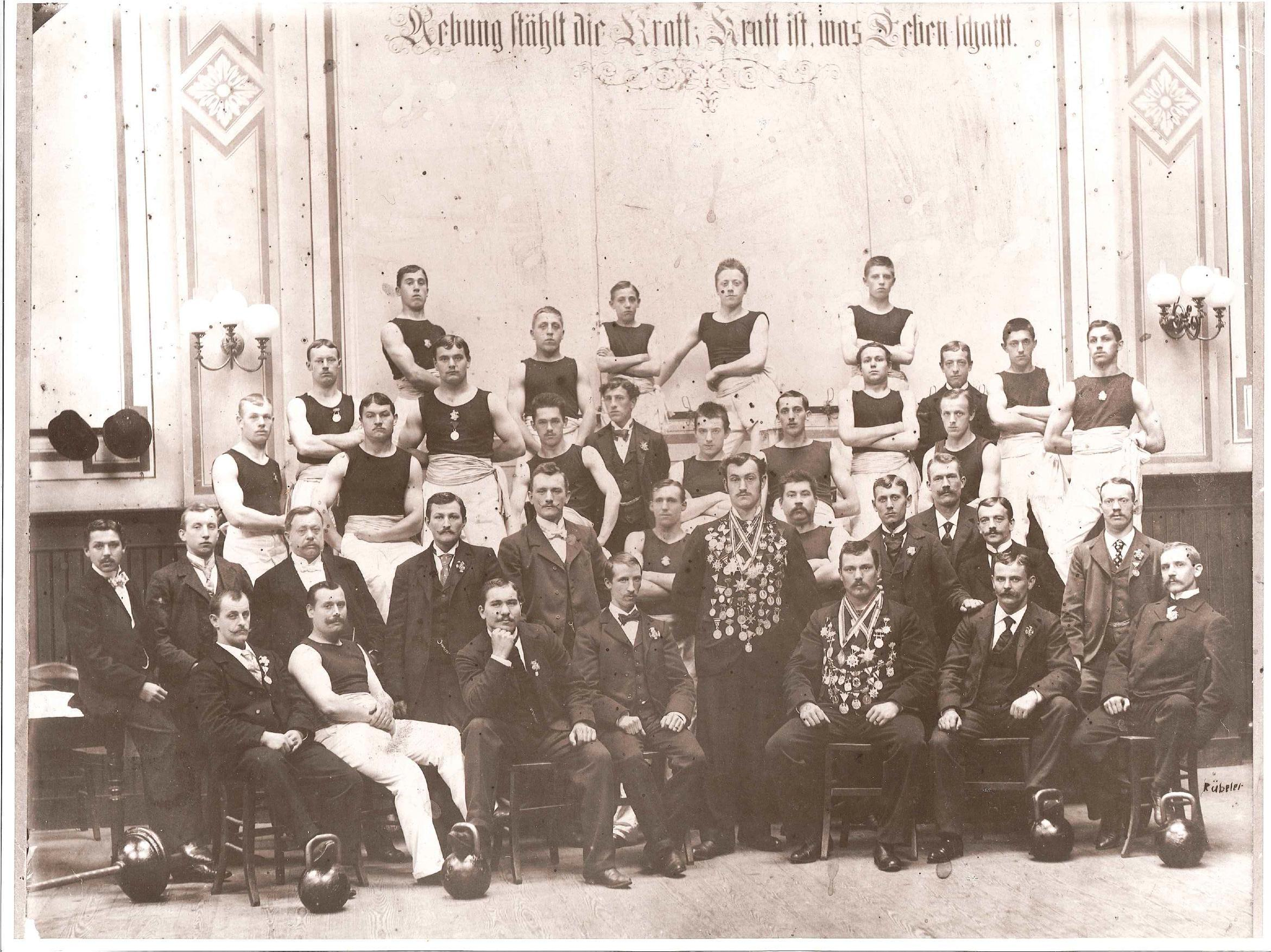
Mitglieder des Athletik-Sport-Vereins 1895 Darmstadt um 1905
Josef Otto um 1903